# Heinz-Detlef Drape

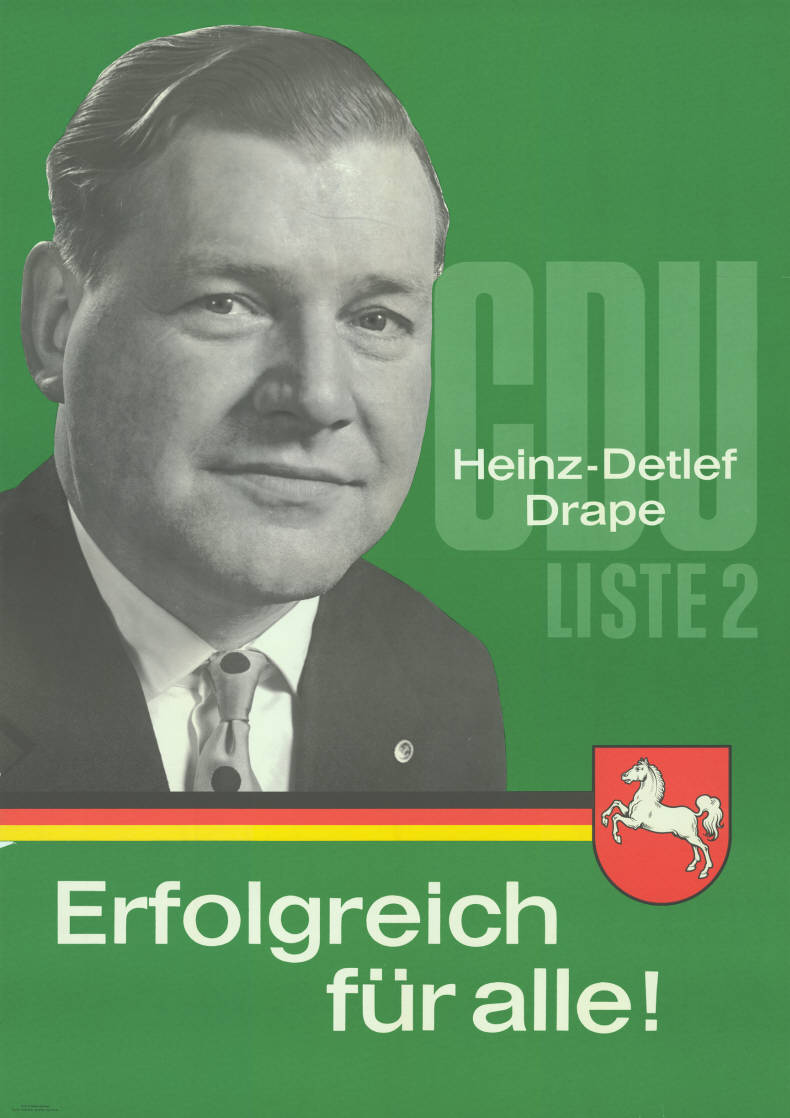
Wahlplakat zur Landtagswahl in Niedersachsen 1967

Heinz-Detlef Drape (* 23. März 1920 in Hannover; † 8. Februar 1987 ebenda) war ein deutscher Arzt und Politiker (CDU).

## Leben
Nachdem Drape im Jahr 1939 sein Abitur abgelegt hatte, absolvierte er seinen Kriegsarbeitsdienst und schloss daran sein Studium der Medizin in Göttingen und Freiburg an. Ab Januar 1941 war er Kriegsteilnehmer im Zweiten Weltkrieg bei der Kriegsmarine. In den Jahren 1944 bis 1945 war er Unterarzt und später Stationsarzt im Marinelazarett in Swinemünde. Nach dem Ende des Krieges im Jahr 1945 übernahm er die im Krieg zerstörte Druckerei seiner Familie und baute dieser erneut auf. Seit 1960 nahm er an Übungen bei der Bundesmarine teil. Hier wurde er Fregattenkapitän der Reserve und später Bundesvorsitzender des Verbandes der Reservisten der Deutschen Bundeswehr. 

## Karriere
Drape wurde im Jahr 1955 Mitglied der CDU und war einige Jahre im Kreisvorstand Hannover für die Partei tätig. Er war unter anderem stellvertretender Kreisvorsitzender. Im Vorstand der CDU in Niedersachsen war er bis 1975/76 aktiv. Im Bezirksverband in Hannover war er Vorsitzender; ebenso in der Mittelstandsvereinigung der CDU in Niedersachsen. Zwischen 1950 und etwa 1964 war er stellvertretender Vorsitzender des Verbandes der Graphischen Betriebe in Niedersachsen. Ferner war er ehrenamtlicher Richter am Arbeitsgericht sowie ehrenamtlicher Sozialrichter. Drape war Vorsitzender der Vertreterversammlung der Allgemeinen Ortskrankenkasse (AOK) in Hannover. Er wurde Mitglied der Bundesversicherungsanstalt für Angestellte (BfA) in Berlin und Vorstandsmitglied des Arbeitgeberverbandes in Niedersachsen. Ferner war er Mitglied des Steuerausschusses der IHK Hannover. Drape war zudem Mitglied des Aufsichtsrates der Deutschen Messe AG und des Verwaltungsrates des DRK-Krankenhauses Clementinenhaus in Hannover.

## Öffentliche Ämter
Drape war zwischen 1962 und 1968 Ratsherr und dabei zwischen 1964 und 1968 Vorsitzender des Finanzausschusses des Rates der Landeshauptstadt Hannover. Er wurde Abgeordneter des Niedersächsischen Landtages der sechsten bis neunten Wahlperiode vom 6. Juni 1967 bis 20. Juni 1982 und in der zehnten Wahlperiode vom 18. Januar 1984 bis 20. Juni 1986. Drape war vom 6. Juni 1978 bis 20. Juni 1982 stellvertretender Vorsitzender der CDU-Landtagsfraktion.
Drape war Mitglied der Hannoveraner Freimaurerloge Zur Ceder.

## Auszeichnungen
Er ist Inhaber des Großen Verdienstkreuzes des Niedersächsischen Verdienstordens.